# Jorge A. Swieca
Jorge André Swieca (* 16. Dezember 1936 in Warschau; † 22. Dezember 1980) war ein brasilianischer theoretischer Physiker.
Swiecas jüdische Familie floh bei der Besetzung Polens durch Deutschland und die Sowjetunion über Sibirien und Japan nach Rio de Janeiro. 1963 wurde er an der Universität Sao Paulo bei  Werner Güttinger promoviert (mit einer Arbeit, die er am Max-Planck-Institut für Physik unternahm). Er befasste sich in den 1960er und 1970er Jahren mit mathematischer Quantenfeldtheorie, der von der Schule von Rudolf Haag so genannten lokalen Quantenphysik. 1965 erschien seine erste Veröffentlichung mit Haag, damals an der University of Illinois at Urbana-Champaign. Im Gegensatz zu vielen Vertretern der Schule bemühte er sich auch um Anwendungen in den damals aktuellen Forschungsrichtungen der Teilchenphysik. Mit H. Ezawa, Daniel Kastler und Derek W. Robinson gab er eine mathematische Begründung des Goldstonetheorems. Er untersuchte verschiedene Modelltheorien der Quantenfeldtheorie u. a. von Julian Schwinger  und gab eine strenge Behandlung darin auftretender  Phänomene wie Massenerzeugung und Ladungsabschirmung in Abelschen Eichtheorien und verfolgte Ideen zur Erklärung des Confinement.
Swieca war 1959 bis 1970 an der Universität Sao Paulo. Ab 1971 war er an der Päpstlichen Katholischen Universität in Rio und ab 1978 an der Staatlichen Universität von Sao Carlos in Sao Paulo. Er starb 1980 an den Komplikationen einer Bypass-Operation.
Er erhielt 1968 den Moinho Santista Preis als zweiter Physiker (nach Jayme Tiomno).
Er war seit 1963 verheiratet und hatte zwei Kinder.